# Musée Belghazi
Le musée Belghazi est un musée ethnographique privé marocain situé dans la commune de Sidi Bouknadel (Maroc), près de Salé, sur la route de Kénitra.
Fondé en 1994 par la famille fassie du même nom, il offre une panoplie de collections : instruments de musiques andalous et berbères, armes anciennes, habits traditionnels, tapis, bijoux, fontaines en zelliges, monnaies, textes coraniques, etc.